# Соревнования «Дружба-84» по стрельбе из лука
Соревнования «Дружба-84» по стрельбе из лука прошли с 23 по 26 августа в Пльзене (Чехословакия). 43 участника разыграли 2 комплекта наград в личном первенстве у мужчин и женщин.

## Призёры
| Дисциплина                  | Золото                       | Золото | Серебро                 | Серебро | Бронза                   | Бронза |
| Личное первенство (мужчины) | Мунко-Бадра Дашицыренов СССР | 2569   | Юрий Леонтьев СССР      | 2568    | Ким Чон Нам КНДР         | 2533   |
| Личное первенство (женщины) | Ханда-Цырен Гомбожапова СССР | 2605   | Зебинисо Рустамова СССР | 2595    | Людмила Аржанникова СССР | 2589   |

### Медальный зачёт
| Место | Страна | Золото | Серебро | Бронза | Всего |
| ----- | ------ | ------ | ------- | ------ | ----- |
| 1     | СССР   | 2      | 2       | 1      | 5     |
| 2     | КНДР   | 0      | 0       | 1      | 1     |
| Всего | Всего  | 2      | 2       | 2      | 6     |